# Virus Menangle
El virus Menangle es un virus ARN monocatenario que pertenece a la familia Paramyxoviridae, género Rubulavirus. Puede provocar enfermedad en humanos y cerdos, el reservorio parecen ser los murciélagos frugívoros.

## Historia
El primer aislamiento tuvo lugar en 1999 en una granja de cerdos situada en Menangle, cerca de Sídney, Nueva Gales del Sur, Australia. Este brote afecto a numerosos animales y 2 personas, siendo el único que se ha producido hasta la actualidad (enero de 2014).

## Reservorio
El reservorio natural del virus parece residir en diferentes especies de murciélagos australianos comedores de fruta pertenecientes al género Pteropus, comúnmente conocidos como zorros voladores. Se ha detectado la presencia de anticuerpos en ejemplares capturados de las siguientes especies: Pteropus poliocephalus, Pteropus alecto, Pteropus conspicillatus y Pteropus scapulatus.

## Enfermedad
La infección en los cerdos causa disminución de la capacidad reproductiva, defectos congénitos en los lechones y disminución del ritmo de crecimiento del animal. Los casos que se han producido en humanos, se han dado en 2 trabajadores de granjas porcinas y la sintomatología ha consistido principalmente en fiebre, dolores musculares, dolor de cabeza y manifestaciones en la piel, los dos pacientes se recuperaron sin seculas. En los murciélagos la infección no provoca enfermedad aparente.

## Mecanismo de transmisión
Los cerdos parecen contagiarse por exposición a heces y orina de murciélagos infectados. La transmisión entre cerdos se produce por contacto estrecho entre los animales, probablemente por vía fecal oral. La especie humana parece ser poco susceptible al virus, pues solo se han producido 2 casos en trabajadores que tuvieron contacto directo y prolongado con los cerdos afectados.